# شهرستان ریبنو-اسلوبودسکی
شهرستان ریبنو-اسلوبودسکی (به لاتین: Rybno-Slobodsky District) یک شهرستان در روسیه است که در تاتارستان واقع شده‌است.